# Kurtziella
Kurtziella là một chi ốc biển, là động vật thân mềm chân bụng sống ở biển trong họ Conidae, họ ốc cối.

## Các loài
Các loài thuộc chi Kurtziella bao gồm:
- Kurtziella acanthodes (Watson, 1881)[2]
- Kurtziella accinctus (Montagu, 1808)[3]
- Kurtziella antiochroa (Pilsbry & Lowe, 1932)[4]
- Kurtziella antipyrgus (Pilsbry & Lowe, 1932)[5]
- Kurtziella atrostyla (Tryon, 1884)[6]
- Kurtziella beta (Dall, 1919)[7]
- Kurtziella cerina (Kurtz & Stimpson, 1851)[8]
- Kurtziella cerinum (Kurtz & Stimpson, 1851)[9]
- Kurtziella citronella (Dall, 1886)[10]
- Kurtziella corallina (Watson, 1881)[11]
- Kurtziella cyrene (Dall, 1919)[12]
- Kurtziella dorvilliae (Reeve, 1845)[13]
- Kurtziella limonitella (Dall, 1884)[14]
- Kurtziella margaritifera Fargo, 1953[15]
- Kurtziella newcombei (Dall, 1919)[16]
- Kurtziella perryae Bartsch & Rehder, 1939[17]
- Kurtziella plumbea (Hinds, 1843)[18]
- Kurtziella powelli Shasky, 1971[19]
- Kurtziella rhysa (Watson, 1881)[20]
- Kurtziella rubella (Kurtz & Stimpson, 1851)[21]
- Kurtziella serga (Dall, 1881)[22]
- Kurtziella vincula Nowell-Usticke, 1969[23]